# (22537) Meyerowitz
(22537) Meyerowitz (1998 FB62) – planetoida z pasa głównego asteroid okrążająca Słońce w ciągu 4,51 lat w średniej odległości 2,73 j.a. Odkryta 20 marca 1998 roku.